# 이타쿠라정
이타쿠라정(일본어: 板倉町 이타쿠라마치[*])은 일본 군마현 남동부에 있는 오라군의 정이다.
지역의 주요 농산품으로는 쌀, 오이 등이 있고 특히 오이의 생산고는 일본에서 톱 클래스를 차지한다.

## 지리
군마현 남동부 끝에 위치하고 북쪽으로 도치기현, 동쪽으로 이바라키현, 남쪽으로 사이타마현과 접한다.

## 역사
- 1889년 4월 1일 - 정촌제 시행과 함께 오라군에 니시야다촌, 에비세촌, 오가노촌, 이나라촌이 탄생하였다.
- 1955년 2월 1일 - 니시야다촌, 에비세촌, 오가노촌, 이나라촌이 합병해 이타쿠라정이 성립하였다.

## 인구
| 연도 | 인구   | ±%     |
| ---- | ------ | ------ |
| 1920 | 15,199 | —      |
| 1930 | 16,126 | +6.1%  |
| 1940 | 16,162 | +0.2%  |
| 1950 | 20,048 | +24.0% |
| 1960 | 18,189 | −9.3%  |
| 1970 | 16,290 | −10.4% |
| 1980 | 16,024 | −1.6%  |
| 1990 | 15,948 | −0.5%  |
| 2000 | 15,946 | −0.0%  |
| 2010 | 15,710 | −1.5%  |

## 교통

### 철도
- 도부 닛코선

### 도로
- 국도 354호선(일본어판)